# Lorenz Schilmann

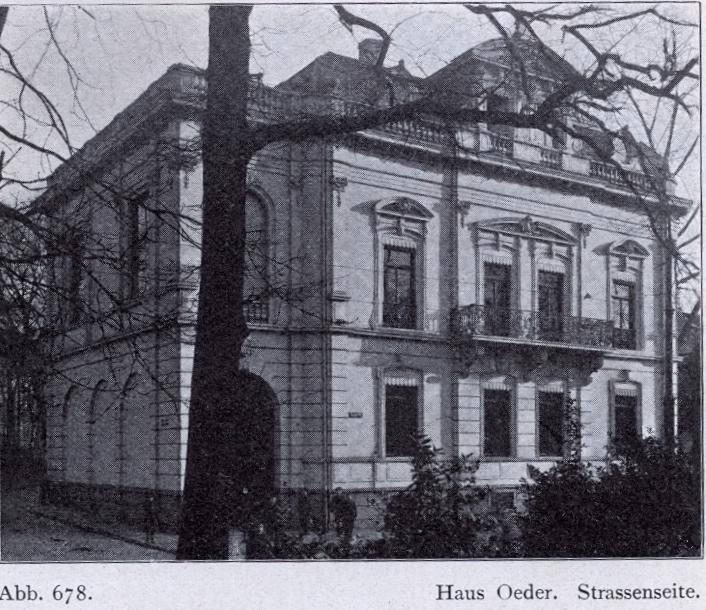
Die Villa Oeder in Düsseldorf, 1872/73 nach Plänen von Lorenz Schilmann errichtet.

Lorenz Schilmann (* 12. Januar 1828 in Düsseldorf; † 26. November 1904 ebenda) war ein Düsseldorfer Architekt, der in der zweiten Hälfte des 19. Jahrhunderts als einer der erfolgreichsten Baumeister der Stadt zahlreiche Wohnhäuser für das gehobene Bürgertum errichtete.

## Leben und architektonische Arbeit
Nach dem frühen Tod seines Vaters wuchs Lorenz Schilmann zusammen mit seiner Mutter Therese, geborene Brewer, und deren Bruder, dem Düsseldorfer Architekten Franz Brewer (1819–1889), in der Düsseldorfer Andreasstraße 366 auf. 1845 bis 1846 studierte Schilmann in der Bauklasse von Rudolf Wiegmann an der Kunstakademie Düsseldorf. Ab 1850 war er dann als sogenannter Bau-Eleve tätig. Mitte der 1850er-Jahre siedelte er zusammen mit seiner Mutter und deren beiden Brüdern Adolf und Franz Brewer in ein repräsentatives Haus am zentral gelegenen Schadowplatz 14 über, welches Brewer 1848–49 selbst entworfen und hatte errichten lassen. Der Nachfolgebau an dieser Stelle ist das heutige Haus der Universität.
Nachdem Schilmann seinen Meistertitel erhalten hatte, übernahm er das Büro seines Onkels Franz Brewer, in dem er schon zuvor maßgebend in der Fassadengestaltung von dessen Bauprojekten beteiligt gewesen war, möglicherweise auch bereits für die Bauprojekte am Schadowplatz. Spätestens 1857 etablierte er sich dann mit seinen Bauten unter eigenem Namen. Noch Mitte der 1860er-Jahre wurde Schilmann als Maurermeister geführt, spätestens ab den frühen 1870er-Jahren dann als Baumeister und Architekt. Aber bereits zu dieser Zeit entstanden unter seiner Federführung zahlreiche Wohnhäuser in der Düsseldorfer Innenstadt und in direkter Nähe zum Hofgarten. Ab 1860 lebte Schilmann mit seiner Mutter in dem von Anton Schnitzler erbauten Haus in der Bahnstraße 39 am südlichen Ende der Königsallee, dann, um 1865, in einem von ihm selbst errichteten fünfachsigen Haus in der Bahnstraße 50. Bis 1868 lebte hier auch der Genremaler Otto Erdmann mit seiner Frau, der 1872 in ein eigenes von Schilmann erbautes Haus in der Leopoldstraße 8 (früher Laurentius-Straße) übersiedelte. Ab 1887 zog sich Schilmann mehr und mehr als Privatier aus der Arbeit als Architekt zurück und zog 1889 in das stattliche Haus in der Rethelstraße 11, das er von dem Düsseldorfer Architekten Otto van Els erworben hatte. Das letzte bekannte Bauprojekt aus der Hand Schilmanns war ein kleiner Erweiterungsbau an der Rückseite des neu errichteten Hauses am Schadowplatz 14.
Schilmann war Mitglied des Düsseldorfer Geschichtsvereins.

## Stil und Bedeutung
Schilmanns Bauten waren vor allem im Stil des Mitte des 19. Jahrhunderts angesagten Neorokoko gehalten, womit er schon seit Beginn seiner selbstständigen Tätigkeit der Tradition seines Vorgängers und Onkels Franz Brewer folgte. Mit seinen verputzten Backsteinbauten prägte Schilmann in der zweiten Hälfte des 19. Jahrhunderts mehr als jeder andere Architekt die bürgerliche Wohnhausarchitektur am Düsseldorfer Hofgarten sowie das städtebauliche Gesamtbild der Wohnhausfassaden rund um das kulturelle Zentrum der Stadt. Besonders zwischen 1855 und 1875 war der Fassadenstil des Zweiten Rokoko im Rheinland und vor allem in Düsseldorf sehr beliebt. Den Ursprung dieser Architekturmode fand man im Paris Napoleons III. Statt der üblichen zwischen Klassizismus und Rundbogenstil angesiedelten Baumode setzte Schilmann auf eine leichte Fassadenverzierung mit zarten Rokokomustern an den Profilen der Korb- und Segmentbogenöffnungen auf zumeist pastellfarbenen Putzfassaden. Heute sieht man in dieser Strömung einen mehr oder weniger bewusst gesetzten Hinweis gegen den seinerzeit dominierenden preußischen Klassizismus, wie er vor allem von Karl Friedrich Schinkel geprägt und an der Berliner Bauakademie gelehrt wurde.
Neben Schilmann hatten sich aber auch noch zahlreiche andere namhafte Architekten an prestigeträchtigen Bauprojekten im Düsseldorfer Stadtzentrum ausgezeichnet, beispielsweise Boldt & Frings, Van Els & Schmitz, Jacobs & Wehling (dann Wehling & Ludwig), Kayser & von Großheim, Tüshaus & von Abbema sowie Josef Kleesattel, Josef Krons, Wilhelm Labo, Clemens und Paul Mühlenkamp, Ernst Roeting, Eduard Schill, Carl Schleicher, Thilo Schneider, Anton Schnitzler, Eberhard Westhofen und Max Wöhler.

## Bauten
Mit seinen Bauten in bester Lage am Düsseldorfer Hofgarten bediente Schilmann zum einen viele der zahlreichen berühmten Künstler Düsseldorfs, aber auch Adelie, Geschäftsleute, Fabrikanten, Bankiers, Juristen und Ärzte. Überliefert ist, dass Schilmann fünf Häuser in der Goltsteinstraße, neun Häuser in der (heute nicht mehr existierenden) Victoriastraße und eines an der Hofgartenstraße entworfen hatte, wo er später an fast jedem Haus Umbauten vornahm, ebenso am Schadowplatz 14 sowie an Häusern der Alleestraße, an der Ratinger Straße und am Grabbeplatz. 1868 hatte er ein dreigeschossiges Haus in der Leopoldstraße 8 (damals Laurentiusstraße) entworfen, in dem von 1872 bis zu dessen Tod 1905 der Maler Otto Erdmann lebte. 1872 erbaute Schilmann in unmittelbarer Nachbarschaft zum Vereinshaus des Künstlervereins Malkasten die repräsentative Villa Oeder, ein großes Wohnhaus mit anschließender Privatgalerie für den Maler Georg Oeder, der zu jener Zeit einer der wohlhabendsten Bürger Düsseldorfs war. Das Haus wurde 1894 durch die Architekten Jacobs & Wehling umgebaut und erweitert.
Heute sind kaum mehr Gebäude von Schilmann erhalten. Nachdem sich der Baustil für Privathäuser am Anfang des 20. Jahrhunderts grundlegend geändert hatte und da mit der großflächigen Zerstörung der Düsseldorfer Innenstadt am Ende des Zweiten Weltkrieges die meisten seiner Bauten vernichtet wurden, ist sein Schaffen als Architekt heute nur noch wenig dokumentiert.